# Copa da França de Voleibol Masculino
A Copa da França de Voleibol Masculino é uma competição anual entre clubes de voleibol masculino da França. É organizada pela Federação Francesa de Voleibol (em francês:  Fédération française de volley-ball, FFVB) e classifica seu campeão para a Supercopa Francesa.

## Histórico
A primeira edição da Copa da França aconteceu durante a temporada de 1983–84. Na temporada 2003–04, a competição mudou de status para se tornar a Taça da Liga Nacional, que teve apenas uma edição. A partir da temporada 2004–05, a competição retorna ao seu título original, Copa da França.

## Resultados
| COPA DA FRANÇA DE VOLEIBOL MASCULINO | COPA DA FRANÇA DE VOLEIBOL MASCULINO | COPA DA FRANÇA DE VOLEIBOL MASCULINO | COPA DA FRANÇA DE VOLEIBOL MASCULINO | COPA DA FRANÇA DE VOLEIBOL MASCULINO | COPA DA FRANÇA DE VOLEIBOL MASCULINO |
| Edição                               | Edição                               | Final                                | Final                                | Final                                |                                      |
| Temporada                            | Sede                                 | Campeão                              | Resultado                            | Vice-campeão                         |                                      |
| ------------------------------------ | ------------------------------------ | ------------------------------------ | ------------------------------------ | ------------------------------------ | ------------------------------------ |
| 1983–84 Detalhes                     | Clermont-Ferrand                     | Asnières Sports                      | 3 – 0                                | AS Cannes                            |                                      |
| 1984–85 Detalhes                     | Grenoble                             | AS Cannes                            | —                                    | AS Grenoble                          |                                      |
| 1985–86 Detalhes                     | Colmar                               | AMSL Fréjus                          | 3 – 2                                | Asnières Sports                      |                                      |
| 1986–87 Detalhes                     | -                                    | AMSL Fréjus                          | —                                    | AS Grenoble                          |                                      |
| 1987–88 Detalhes                     | Sète                                 | Arago de Sète                        | 3 – 2                                | Fréjus Var Volley                    |                                      |
| 1988–89 Detalhes                     | -                                    | AMSL Fréjus                          | —                                    | ASU Lyon                             |                                      |
| 1989–90 Detalhes                     | Oissel                               | JSA Bordeaux                         | 3 – 0                                | RC France                            |                                      |
| 1990–91 Detalhes                     | Paris                                | AS Fréjus                            | 3 – 1                                | AS Cannes                            |                                      |
| 1991–92 Detalhes                     | Paris                                | AS Fréjus                            | 3 – 1                                | AS Cannes                            |                                      |
| 1992–93 Detalhes                     | Paris                                | AS Cannes                            | 3 – 1                                | Paris UC                             |                                      |
| 1993–94 Detalhes                     | Paris                                | PSG-Asnières                         | 3 – 2                                | Paris UC                             |                                      |
| 1994–95 Detalhes                     | Paris                                | AS Cannes                            | 3 – 0                                | PSG-Asnières                         |                                      |
| 1995–96 Detalhes                     | Paris                                | Poitiers Volley                      | 3 – 2                                | AS Cannes                            |                                      |
| 1996–97 Detalhes                     | Paris                                | Paris UC                             | 3 – 1                                | Avignon VB                           |                                      |
| 1997–98 Detalhes                     | Paris                                | AS Cannes                            | 3 – 0                                | Tourcoing LM                         |                                      |
| 1998–99 Detalhes                     | Paris                                | Paris Volley                         | 3 – 1                                | Tourcoing LM                         |                                      |
| 1999–00 Detalhes                     | Paris                                | Paris Volley                         | 3 – 0                                | Tours Volley-Ball                    |                                      |
| 2000–01 Detalhes                     | Paris                                | Paris Volley                         | 3 – 0                                | Tours Volley-Ball                    |                                      |
| 2001–02 Detalhes                     | Paris                                | Poitiers Volley                      | 3 – 2                                | Tourcoing LM                         |                                      |
| 2002–03 Detalhes                     | Paris                                | Tours Volley-Ball                    | 3 – 1                                | Poitiers Volley                      |                                      |
| 2003–04 Detalhes                     | Mont-de-Marsan                       | Paris Volley                         | 3 – 1                                | Arago de Sète                        |                                      |
| 2004–05 Detalhes                     | Tourcoing                            | Tours Volley-Ball                    | 3 – 0                                | Tourcoing LM                         |                                      |
| 2005–06 Detalhes                     | Vannes                               | Tours Volley-Ball                    | 3 – 1                                | AS Cannes                            |                                      |
| 2006–07 Detalhes                     | Cannes                               | AS Cannes                            | 3 – 2                                | Tourcoing LM                         |                                      |
| 2007–08 Detalhes                     | Paris                                | Beauvais OUC                         | 3 – 2                                | Montpellier UC                       |                                      |
| 2008–09 Detalhes                     | Tours                                | Tours Volley-Ball                    | 3 – 1                                | Tourcoing LM                         |                                      |
| 2009–10 Detalhes                     | Lyon                                 | Tours Volley-Ball                    | 3 – 0                                | Montpellier UC                       |                                      |
| 2010–11 Detalhes                     | Paris                                | Tours Volley-Ball                    | 3 – 0                                | Beauvais OUC                         |                                      |
| 2011–12 Detalhes                     | Paris                                | Rennes Volley 35                     | 3 – 0                                | Beauvais OUC                         |                                      |
| 2012–13 Detalhes                     | Paris                                | Tours Volley-Ball                    | 3 – 1                                | Spacer's de Toulouse                 |                                      |
| 2013–14 Detalhes                     | Paris                                | Tours Volley-Ball                    | 3 – 1                                | Paris Volley                         |                                      |
| 2014–15 Detalhes                     | Paris                                | Tours Volley-Ball                    | 3 – 1                                | Beauvais OUC                         |                                      |
| 2015–16 Detalhes                     | Paris                                | GFCO Ajaccio                         | 3 – 2                                | Rennes Volley 35                     |                                      |
| 2016–17 Detalhes                     | Clermont-Ferrand                     | GFCO Ajaccio                         | 3 – 0                                | Nantes Rezé MV                       |                                      |
| 2017–18 Detalhes                     | Paris                                | Tourcoing LM                         | 3 – 2                                | Chaumont Volley-Ball 52              |                                      |
| 2018–19 Detalhes                     | Tours                                | Tours Volley-Ball                    | 3 – 0                                | Chaumont Volley-Ball 52              |                                      |
| 2019–20 Detalhes                     | Toulouse                             | Poitiers Volley                      | 3 – 0                                | Tours Volley-Ball                    |                                      |
| 2020–21 Detalhes                     | Edição cancelada.                    | Edição cancelada.                    | Edição cancelada.                    | Edição cancelada.                    |                                      |
| 2021–22 Detalhes                     | Paris                                | Chaumont Volley-Ball 52              | 3 – 2                                | Tours Volley-Ball                    |                                      |
| 2022–23 Detalhes                     | Paris                                | Tours Volley-Ball                    | 3–0                                  | Nice Volley-Ball                     |                                      |
| 2023–24 Detalhes                     | Paris                                | Nantes Rezé MV                       | 3–0                                  | Montpellier HSC                      |                                      |

## Títulos por equipe
| Equipe                  | Títulos | Edições                                                                                           |
| ----------------------- | ------- | ------------------------------------------------------------------------------------------------- |
| Tours Volley-Ball       | 11      | 2002–03, 2004–05, 2005–06, 2008–09, 2009–10, 2010–11, 2012–13, 2013–14, 2014–15, 2018–19, 2022–23 |
| AS Cannes               | 5       | 1984–85, 1992–93, 1994–95, 1997–98, 2006–07                                                       |
| AMSL Fréjus             | 5       | 1985–1986, 1986–1987, 1988–89, 1990–91, 1991–92                                                   |
| Paris Volley            | 4       | 1998–99, 1999–00, 2000–01, 2003–04                                                                |
| Poitiers Volley         | 3       | 1995–96, 2001–02, 2019–20                                                                         |
| Asnières Volley 92      | 2       | 1983–84, 1993–94                                                                                  |
| GFCO Ajaccio            | 2       | 2015–16, 2016–17                                                                                  |
| Arago de Sète           | 1       | 1987–88                                                                                           |
| JSA Bordeaux            | 1       | 1989–90                                                                                           |
| Paris UC                | 1       | 1996–97                                                                                           |
| Beauvais OUC            | 1       | 2007–08                                                                                           |
| Rennes Volley 35        | 1       | 2011–12                                                                                           |
| Tourcoing LM            | 1       | 2017–18                                                                                           |
| Chaumont Volley-Ball 52 | 1       | 2021–22                                                                                           |
| Nantes Rezé MV          | 1       | 2023–24                                                                                           |